# Emil Ferris

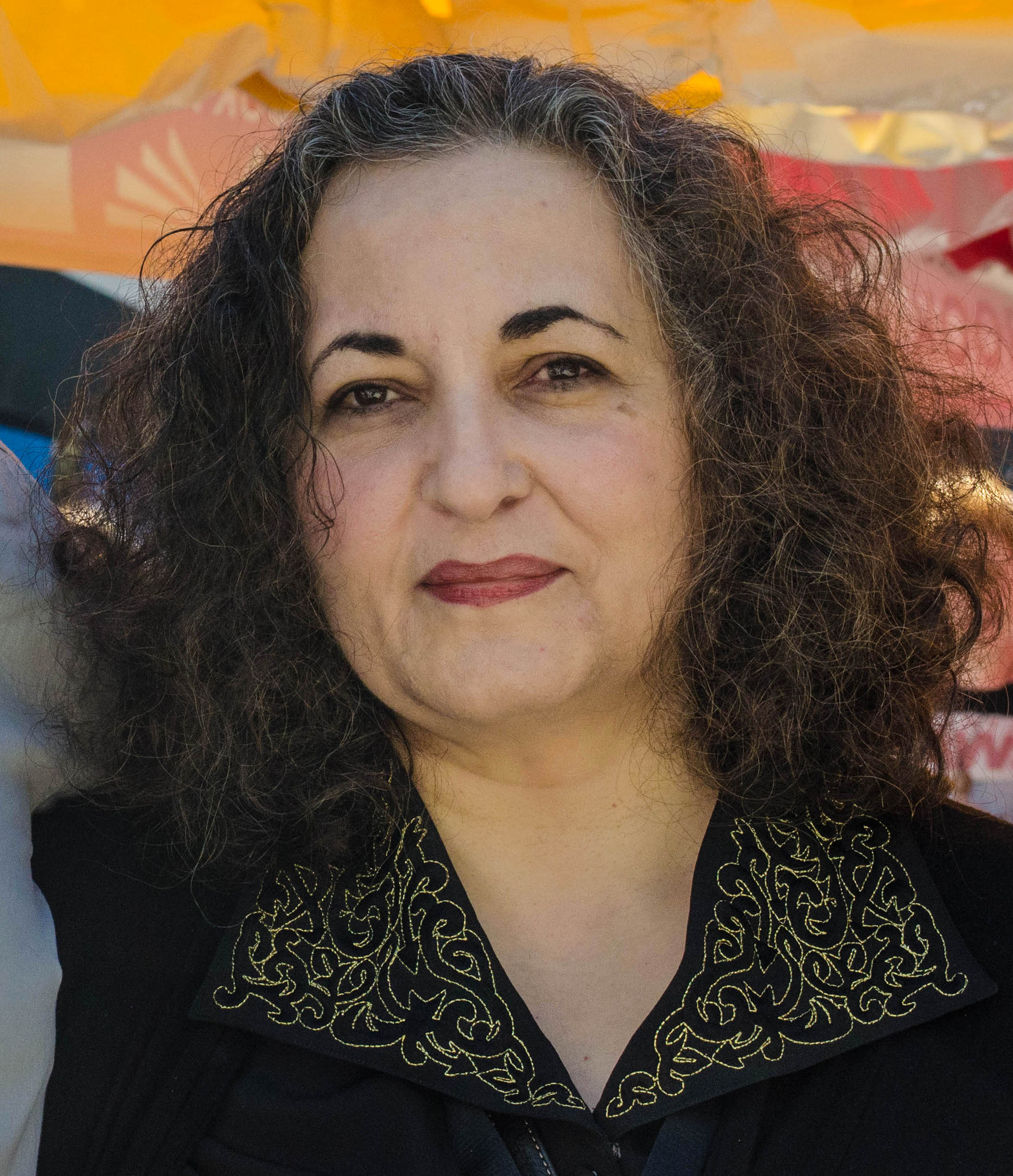
Emil Ferris bei der Miami Book Fair 2016

Emil Ferris (* 1962 in Chicago) ist eine US-amerikanische Comic-Künstlerin.

## Biographie
Emil Ferris wuchs als Tochter zweier Künstler in Chicago auf. Sie begann bereits im Alter von zwei oder drei Jahren mit dem Zeichnen, zu ihren frühesten künstlerischen Einflüssen gehören Maler und Grafiker wie Honoré Daumier, Francisco Goya, und Art Spiegelman.
Zunächst konzentrierte sich Ferris auf eine Karriere als Illustratorin und Spielzeug-Designerin. Sie entwarf zahlreiche Figuren für den Fast-Food-Konzern McDonald’s, darunter die Figurenreihe „Mulan“ als Beilage zum Happy Meal, und den japanischen Spielzeughersteller Takara Tomy.
Durch einen Insektenstich steckte sich die damals 40-jährige Mutter im Jahr 2001 mit dem West-Nil-Virus an. In der unmittelbaren Folge war sie von der Hüfte abwärts gelähmt und konnte weder sprechen noch ihre rechte Hand bewegen. Bis heute ist Ferris auf Gehhilfen angewiesen. Während die Künstlerin sich von den Folgen ihrer Krankheit erholte, begann sie mit der Arbeit an ihrer ersten Graphic Novel My Favorite Thing Is Monsters (deutsch Am liebsten mag ich Monster). Ferris arbeitete gut zehn Jahre an ihrem Comicbuch mit über 400 Seiten Umfang.
Der Thriller spielt im Chicago der 1960er Jahre. Die zehnjährige Karen Reyes wird in der Schule gehänselt und hat kaum Freunde. Sie verbringt viel Zeit alleine, liebt Monstergeschichten und das Zeichnen. Karen pflegt eine Treppenhausfreundschaft mit ihrer rätselhaften Nachbarin Anka Silverberg. Als diese tot aufgefunden wird, begnügt sich Karen nicht mit der offiziellen Erklärung Suizid. Die junge Protagonistin macht es sich selbst zur Aufgabe, den Tod ihrer Freundin aufzuklären. Karen findet Audioaufnahmen von Anka und erfährt dadurch, dass sie eine Überlebende der Shoah ist und im Berlin der 1920er und 30er Jahre Kindesmissbrauch und Zwangsprostitution erleiden musste. Die Geschichte enthält autobiographische Elemente beruhend auf Kindheitserfahrungen der Autorin mit Überlebenden des Holocaust. Der erste Band des Comicdebüts erschien nach einigen Problemen mit dem Lieferanten 2017 bei Fantagraphics Books. Die deutsche Übersetzung von Torsten Hempelt veröffentlichte Panini Comics im Jahr 2018. Der zweite und letzte Band erschien erst im Jahr 2024.

## Veröffentlichungen
- Am liebsten mag ich Monster. Taschenbuch. Panini Comics, 2018, ISBN 978-3-7416-0808-7 (420 S.).[9]
  - My Favorite Thing Is Monsters. Taschenbuch. Fantagraphics Books, 2017, ISBN 978-1-60699-959-2 (englisch, 416 S.).
- Am liebsten mag ich Monster 2. Taschenbuch. Panini Comics, 2024, ISBN 978-3-7416-3823-7 (420 S.).[10]
  - My Favorite Thing Is Monsters 2. Taschenbuch. Fantagraphics Books, 2024, ISBN 978-1-68396-927-3 (englisch, 412 S.).

## Rezeption
Mit ihrem mehrfach ausgezeichneten Debütcomic hatte Emil Ferris großen internationalen Erfolg, sowohl Inhalt als auch grafische Umsetzung finden äußerst positiven Anklang. Die ohnehin schon hohen Erwartungen von Jule Hoffmann wurden weit übertroffen. In Die Zeit schreibt sie, Ferris feiere „das Andersartige, Abweichende, außerhalb des Gesetzes Stehende“ in ihrer ganz eigenen Ästhetik. Thomas von Steinaecker bejubelt in der Süddeutschen Zeitung Am liebsten mag ich Monster als Sensation. Die Autorin finde einen ganz „neuen Erzählrhythmus“, die Bleistift- und Kugelschreiberzeichnungen seien faszinierend und brillant. Obwohl laut Timur Vermes in Der Spiegel die Graphic Novel im letzten Viertel etwas schwächer ausfalle, schmälere das die Qualität des Gesamtwerkes kaum, da Ferris vorher ein abwechslungsreiches „Ideen-Feuerwerk abgefackelt hat“.
Für Radio 3 (rbb) ist Band 2 von „Am liebsten mag ich Monster“ noch einmal deutlich komplexer als der erste Teil. Der zweite Band könne an die hochgelobte Qualität des ersten anschließen, weil er dies mit den gleichen Mitteln und ebenso souverän tue.

## Auszeichnungen
- 2017: Ignatz Award für My Favorite Thing Is Monsters in den Kategorien „Outstanding Graphic Novel“ und „Outstanding Artist“
- 2017: Division Award „Grapic Novel“ der National Cartoonist Society[16]
- 2018: Eisner Award für My Favorite Thing Is Monsters in den Kategorien „Best Colorist/Coloring“, „Best Single Issue/Single Story“ und „Best Writer/Artist“
- 2018: Lambda Literary Award für My Favorite Thing Is Monsters in der Kategorie „LGBTQ Graphic Novels“
- 2018: Lynd Ward Graphic Novel Prize des Pennsylvania Center for the Book für My Favorite Thing Is Monsters[17]
- 2019: Fauve d’Or des Festival International de la Bande Dessinée d’Angoulême[11]
- 2020: Max-und-Moritz-Preis für Am liebsten mag ich Monster in der Kategorie „Bester internationaler Comic“